# Димитър Спиров
 Тази статия е за тракийския революционер.  За загоричанския предприемач вижте Димитър Спиров (Загоричани).  
Димитър Тодоров Спиров е български революционер, одрински деец на Вътрешната македоно-одринска революционна организация.

## Биография
Роден е в бунархисарското село Урумбеглия в 1865 година. Става учител. В 1899 година влиза в първия революционен комитет в Бунархисар, организиран от Христо Настев. В 1900 година по време на Керемидчиоглувата афера е арестуван от властите, осъден на 15 години затвор и заточен в Паяс кале. Амнистиран е в 1907 година. Умира на 20 юни 1933 година във Варна.